# 미얀마의 경제
미얀마의 경제는 떠오르는 미얀마의 경제 상황을 반영하며 명목 GDP는 CIA 기준(2012) 519억 달러 정도로 파악되며 구매력은 837억 달러 정도로 파악되고 있다. 실질경제성장률은 2011년 기준 5.5% 정도였다.
역사적으로 미얀마는 기원전 100년부터 인도와 중국 간 중계무역지였다. 몬 왕국은 버마 하부를 차지하며 벵갈만 무역 중심지로서 떠올랐다. 이후 대영제국이 미얀마를 합병하면서 동남아국가중 가장 부유했다. 한때 쌀 최대 수출국이었던 것이 이를 증명하기도 한다. 세계 티크 목재의 75%가 생산되며 문해율도 높다.
1948년 의회가 수립된 이후 수상 우 누가 국유화 정책에 착수했지만 8개년 계획과 같은 정부 주도 계획은 허술했다. 1950년대 즈음이 되자 쌀 수출량이 기존의 2/3 규모 이하로 줄어들고 광물 수출은 -96%에 이르게 된다. 1962년 군부 쿠데타로 인해 경제계획이 사회주의 방향으로 기울게 되면서 모든 산업이 국유화되기 시작한다. 이때부터 미얀마 전역의 경제가 쇠락의 길로 접어들게 된다.
2011년 테인 세인이 새 대통령으로 취임하면서 반부패, 환율, 외환투자법 및 관세 등에 대한 대대적인 개혁이 시작됐다. 외국 투자 또한 2009-2010년에 3억 달러 규모이던 것이 2010-11년에는 200억 달러로 667%의 엄청난 성장을 거뒀다. 외부 자본 투자가 급증하면서 미얀마 화폐인 키야트는 25% 정도 가치가 높아졌다. 이에 따라 정부는 제한 및 수출 관세를 철폐하기 시작했다. 현재 통화문제가 있기는 하지만 2011년 경제성장률은 8.8에 달했다. 580억 달러 규모의 다웨이 항만 건설이 완료되면 남중국해와 인도양, 동남아시아를 연결하여 중동, 유럽, 및 아프리카국가들의 무역물량을 연결하는 거점항으로 성장할 것으로 보인다.
2013년 5월 30일 맥켄지경제연구소가 발표한 경제보고서에 따르면 고부가가치 산업 투자가 더욱 충실히 이뤄진다는 가정 하에 미얀마 경제가 2030년까지 4배 성장할 것이라고 한다.

## 산업
농업 산업 중 쌀 재배가 전체 재배면적의 60%를 차지한다. 두당 곡물소비 또한 쌀이 97%로 압도적이다. 국제쌀연구연구소와 합작으로 52개종의 근대화 쌀 재배종이 1966년-1997년 사이에 재배되기 시작했고 쌀 생산이 1,400만 톤에서 1,900만 톤으로 늘어나게 됐다. 1988년 정도가 되자 전국 절반 정도의 경작지에 근대종이 심어지게 됐고 관계지의 경우 98%에 이러한 쌀 재배종이 뿌리내리게 된다. 2011년 미얀마 전체 쌀 생산량은 1천만 톤이 넘어서면서 2010년보다 1.8% 성장했다.
북부 지역에서는 엉컹퀴(아편) 재배가 전면 중단되면서 2002년에만 2만~3만 명 가까운 농부가 코캉 지역을 떠났다.고무재배 플랜테이션이 고지대에서 널리 행해지고 있으며 사탕수수 제배가 몽 팍과 같은 저지대 지역에서 행해진다. 한편, 숙련된 농업인력이 부족하기 때문에 농업 경제 상 나타나는 문제점도 늘어나고 있다.
오늘날 전반적인 인프라 구축이 미얀마 경제의 문제점으로 떠오르고 있다. 태국 국경 지대에서는 좋은 여행을 할 수 있지만 불법 마약 거래도 성행하고 있는 지역이기도 하다. 미얀마 국내 철도는 19세기에 지어진 시설물이지만 수리가 거의 이뤄지지 않고 있다. 고속도로는 대도시를 벗어나면 비포장도로이다. 에너지 발전소 및 전력 공급소 부족은 전국적으로 나타나며 수도 양곤에서도 마찬가지이다. 전체 인구 중 4,500만 명 이상이 전기 없이 살고 있으며 70% 정도의 인구가 시골에 거주한다.
미얀마는 아편 생산 세계2위국가이며 세계 생산량 8%를 차지하며 암페타민과 같은 마약 불법 거래가 성행하기도 한다. 다른 산업의 경우 농업, 직물, 목재, 건설 자재, 보석, 금속, 천연가스 및 석유 등이 있다. 민간부문이 농업, 광에너지, 교통 등을 담당한다면 군부 및 정부는 에너지, 중공업, 미곡 거래 등을 맡고 있다.

### 직물 생산
2012년 3월 태국 내 6개 대규모 직물생산업자들이 미얀마 수도 양곤으로 이전하겠다고 발표했다. 저렴한 노동비용이 이유였다.